# Willem Drees jr.

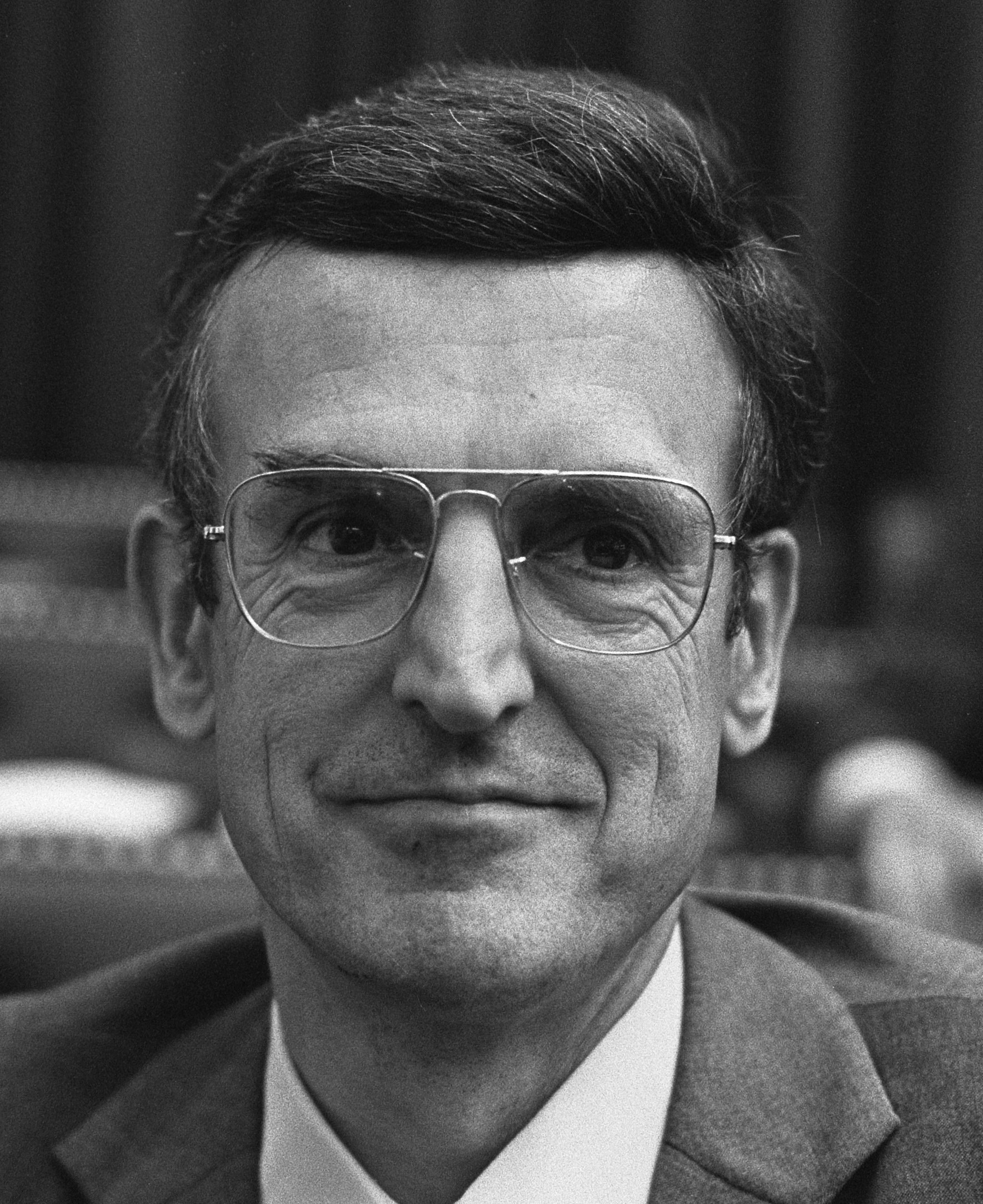
Willem Drees jr. (1973)

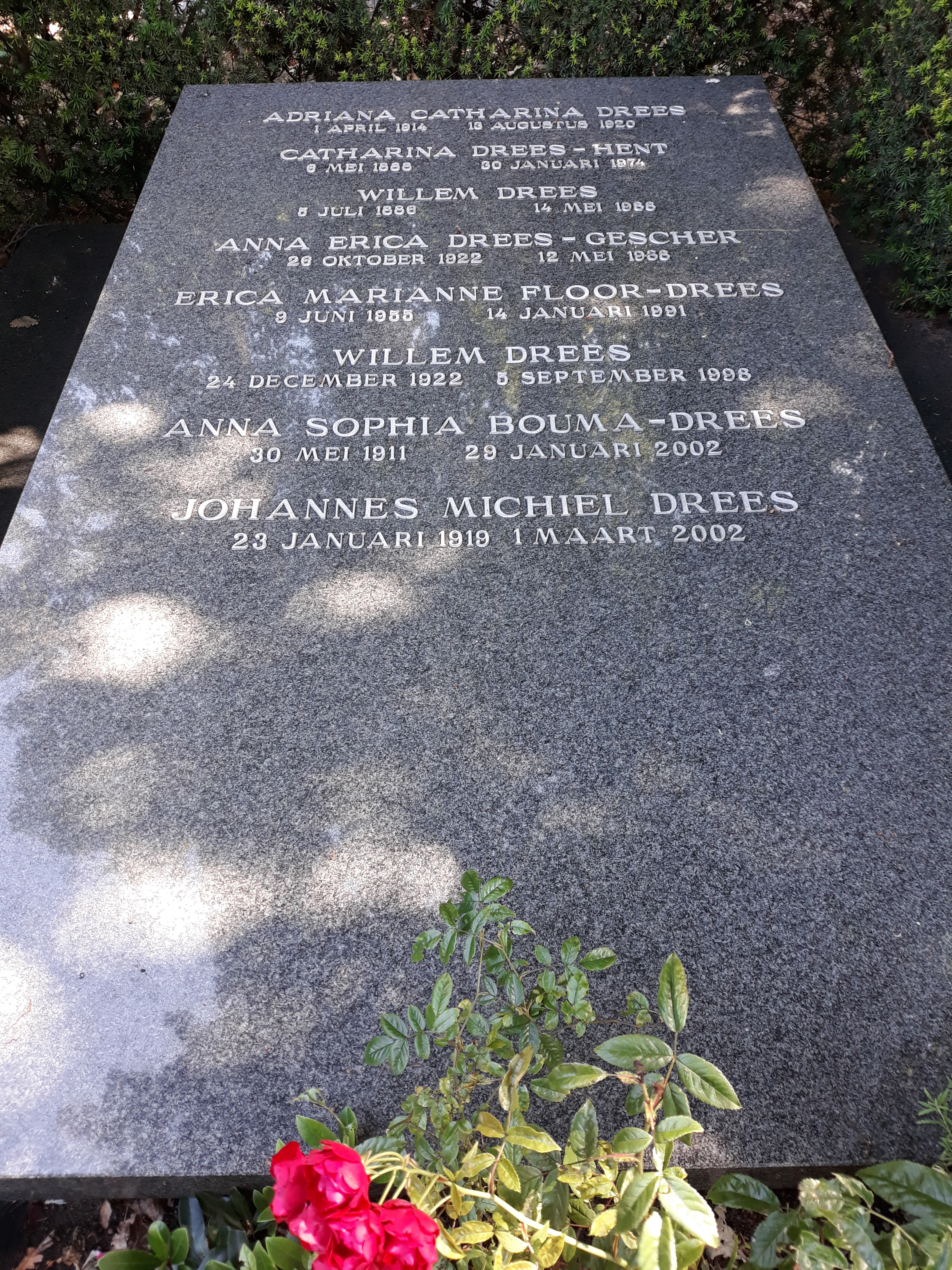
Das Grab von Willem Drees junior im Familiengrab in Den Haag.

Willem (Wim) Drees jr. (* 24. Dezember 1922 in Den Haag; † 5. September 1998 ebenda) war ein niederländischer Politiker. Er gehörte zunächst der sozialdemokratischen Partij van de Arbeid an und wurde 1970 der Vormann einer rechten Abspaltung, Democratisch Socialisten ’70. 1971/1972 war er Verkehrsminister. 
Der Sohn des sozialdemokratischen Politikers Willem Drees (1948–1958 Ministerpräsident der Niederlande) studierte von 1940 bis 1946 an der Nederlandse Economische Hogeschool in Rotterdam, wo er auch promoviert wurde. Wie sein Vater trat er 1945 der Sociaal-Democratische Arbeiderspartij (SDAP) bei, die im Jahr darauf in der Partij van de Arbeid (PvdA) aufging. Nach dem Zweiten Weltkrieg war er Beamter in der Abteilung für Finanzwesen der Kolonie Niederländisch-Indien in Batavia (heute Jakarta). Von 1947 bis 1950 arbeitete er als Ökonom beim Internationaler Währungsfonds (IWF) und danach als Finanzrat beim Hochkommissariat für Finanzen der nun unabhängigen Vereinigten Staaten von Indonesien, in denen die frühere Kolonialmacht jedoch durch die Niederländisch-Indonesische Union immer noch einen gewissen Einfluss ausübte. Nach seiner Rückkehr in die Niederlande war er dort Finanzbeamter, von 1956 bis 1969 Direktor für den Staatshaushalt und anschließend bis 1971 Leiter des Allgemeinen Schatzamts (thesaurier-generaal). Im Nebenamt lehrte er von 1963 bis 1971 als außerordentlicher Professor für öffentliche Finanzen an der Nederlandse Economische Hogeschool in Rotterdam.
Drees gehörte zum „rechten“ Flügel der PvdA, der sich 1970 abspaltete und die Democratisch Socialisten ’70 bildete. Er war deren Spitzenkandidat bei der Parlamentswahl im April 1971, bei der die neue Partei 5,3 Prozent der Stimmen und 8 der 150 Sitze errang. Drees zog in die Zweite Kammer der Generalstaaten ein, wurde Fraktionsvorsitzender und politischer Leiter der DS’70. Die Partei trat in die Regierung unter Ministerpräsident Barend Biesheuvel (ARP) ein und Drees wurde Minister für Verkehr und Wasserwirtschaft. Aufgrund unterschiedlicher Vorstellungen über die Finanz- und Wirtschaftspolitik kam es im Juli 1972 zu einer Kabinettskrise. Die DS’70-Minister traten zurück, die Regierung Biesheuvel verlor dadurch ihre Mehrheit. Drees nahm wieder sein Parlamentsmandat wahr, was er zuvor zugunsten seines Regierungsamtes niedergelegt hatte. Von Mai 1973 bis August 1977 war er erneut Fraktionsvorsitzender. Von 1974 bis 1975 gehörte er außerdem dem Gemeinderat von Den Haag an. Bei der Parlamentswahl 1977 stürzten die DS’70 auf nur noch 0,7 Prozent der Stimmen und einen Sitz ab. Drees trat daraufhin als politischer Leiter zurück und schied aus der Zweiten Kammer aus. Von 1977 bis Anfang 1984 war er Mitglied des niederländischen Rechnungshofes (Algemene Rekenkamer).